# مارغاريتا إكستروم
مارغاريتا إكستروم (بالسويدية: Margareta Ekström)‏ هي مترجمة وكاتِبة وكاتبة للأطفال سويدية، ولدت في 1930 في ستوكهولم في السويد.